# Szarbia
Szarbia – wieś w Polsce położona w województwie małopolskim, w powiecie proszowickim, w gminie Koniusza.
W 1928 roku rolnik Piotr Marciński został odznaczony Brązowym Krzyżem Zasługi za „zasługi na polu społecznym i kulturalnym”.
W latach 1975–1998 miejscowość administracyjnie należała do województwa krakowskiego.

Integralne części miejscowości: Parcelacja, Ukazowe.
Zobacz też: Szarbia Zwierzyniecka